# Ernst Otto Fischer
Ernst Otto Fischer (Solln, 10 november 1918 – München, 23 juli 2007) was een Duitse chemicus aan wie in 1973 de Nobelprijs voor de Scheikunde werd toegekend voor zijn baanbrekende werk op het gebied van de organometaalchemie. Samen met Geoffrey Wilkinson is Fischer pionier van de zogenaamde sandwichverbindingen – de binding van een metaalatoom aan organische moleculen.

## Biografie
Fischer werd geboren in Solln bij München op 10 november 1918. Zijn ouders waren Karl Tobias Fischer (1871-1953), hoogleraar natuurkunde aan de Technische Universiteit München, en Valentine Danzer. Na zijn eindexamen in 1937, moest hij twee jaar in militaire dienst waarna de Tweede Wereldoorlog uitbrak. Tijdens de oorlog diende hij in Polen, Frankrijk en Rusland, maar hij kon in 1941 tijdens een verlofperiode zijn scheikundestudie aan de TU München beginnen. Na een kort Amerikaans krijgsgevangenschap, hervatte hij zijn studie scheikunde in 1945, die hij afsloot in 1949.
Hij werkte aan zijn dissertatie als een assistent bij professor Walter Hieber in de anorganische chemie. Na zijn promotie in 1952 vervolgde hij zijn werk aan organometaalverbindingen en werd hij uiteindelijk in 1964 na verschillende andere aanstellingen aan de TU München, benoemd tot hoogleraar anorganische chemie aan de TU München.
Fischer werkte met name aan metaalcomplexen van cyclopentadienylen, indenylen, olefinen, arenen en carbonylen. Hij ontwikkelde een nieuwe methodologie voor het combineren van metalen en organische substanties – de chemie van organometallische verbindingen – en de ontwikkeling van sandwichverbindingen van transitiemetalen. De eerste sandwichverbinding die gemaakt werd was ferroceen (Fe(C5H5)2), waarbij het tweewaardige ijzeratoom zich tussen de vlakken van twee cyclopentadienylringen bevindt. Fischer slaagde later er ook in sandwichverbindingen te maken met andere metalen en andere moleculen, zoals benzeen.
In 1960 werd in zijn groep een klasse van alkylidenen en alkylidynen ontdekt die tegenwoordig met Fischer-carbenen worden aangeduid.
Fischer heeft vele prijzen gekregen voor zijn werk. Hij deelde in 1973 de Nobelprijs voor de Scheikunde met Geoffrey Wilkinson voor zijn werk aan organometaalverbindingen. Fischer was jarenlang actief in het hoofdcomité en senaat van de Deutschen Forschungsgemeinschaft (DFG), de Deutschen Akademischen Austauschdienst (DAAD) en in de raad van toezicht van het Deutsches Museum. Hij was mede-oprichter (1964) en decennialang regionaal editor van het internationaal gerenommeerde vakblad "Journal of Organometallic Chemistry". De altijd ongetrouwd gebleven Fischer overleed in 2007.
1901: Van 't Hoff ·
1902: E. Fischer ·
1903: Arrhenius ·
1904: Ramsay ·
1905: Baeyer ·
1906: Moissan ·
1907: Buchner ·
1908: Rutherford ·
1909: Ostwald ·
1910: Wallach ·
1911: Curie ·
1912: Grignard, Sabatier ·
1913: Werner ·
1914: Richards ·
1915: Willstätter ·
1918: Haber ·
1920: Nernst ·
1921: Soddy ·
1922: Aston ·
1923: Pregl ·
1925: Zsigmondy ·
1926: Svedberg ·
1927: Wieland ·
1928: Windaus ·
1929: Harden, Euler-Chelpin ·
1930: H. Fischer · 
1931: Bosch, Bergius ·
1932: Langmuir ·
1934: Urey ·
1935: F. Joliot-Curie, I. Joliot-Curie ·
1936: Debye ·
1937: Haworth, Karrer ·
1938: Kuhn ·
1939: Butenandt, Ružička ·
1943: Hevesy · 
1944: Hahn ·
1945: Virtanen ·
1946: Sumner, Northrop, Stanley ·
1947: Robinson · 
1948: Tiselius · 
1949: Giauque ·
1950: Diels, Alder ·
1951: McMillan, Seaborg ·
1952: Martin, Synge ·
1953: Staudinger ·
1954: Pauling ·
1955: Vigneaud ·
1956: Hinshelwood, Semjonov ·
1957: Todd ·
1958: Sanger ·
1959: Heyrovský ·
1960: Libby ·
1961: Calvin ·
1962: Perutz, Kendrew ·
1963: Ziegler, Natta ·
1964: Hodgkin ·
1965: Woodward ·
1966: Mulliken ·
1967: Eigen, Norrish, Porter ·
1968: Onsager ·
1969: Barton, Hassel ·
1970: Leloir ·
1971: Herzberg ·
1972: Anfinsen, Moore, Stein · 
1973: E.O. Fischer, Wilkinson · 
1974: Flory ·
1975: Cornforth, Prelog ·
1976: Lipscomb ·
1977: Prigogine · 
1978: Mitchell ·
1979: Brown, Wittig ·
1980: Berg, Gilbert, Sanger ·
1981: Fukui, Hoffmann ·
1982: Klug ·
1983: Taube ·
1984: Merrifield ·
1985: Hauptman, Karle ·
1986: Herschbach, Lee, Polanyi ·
1987: Cram, Lehn, Pedersen ·
1988: Deisenhofer, Huber, Michel ·
1989: Altman, Cech ·
1990: Corey ·
1991: Ernst ·
1992: Marcus ·
1993: Mullis, Smith ·
1994: Olah ·
1995: Crutzen, Molina, Rowland ·
1996: Curl, Kroto, Smalley ·
1997: Boyer, Walker, Skou ·
1998: Kohn, Pople ·
1999: Zewail ·
2000: Heeger, MacDiarmid, Shirakawa ·
2001: Knowles, Noyori, Sharpless ·
2002: Fenn, Tanaka, Wüthrich ·
2003: Agre, MacKinnon ·
2004: Ciechanover, Hershko, Rose ·
2005: Grubbs, Schrock, Chauvin ·
2006: Kornberg ·
2007: Ertl ·
2008: Shimomura, Chalfie, Tsien ·
2009: Steitz, Yonath, Ramakrishnan ·
2010: Heck, Negishi, Suzuki ·
2011: Shechtman ·
2012: Kobilka, Lefkowitz ·
2013: Karplus, Levitt, Warshel ·
2014: Betzig, Hell, Moerner ·
2015: Lindahl, Modrich, Sancar ·
2016: Sauvage, Stoddart, Feringa ·
2017: Dubochet, Frank, Henderson · 
2018: Arnold, Winter, Smith ·   
2019: Goodenough, Whittingham, Yoshino ·
2020: Charpentier, Doudna ·
2021: List, MacMillan ·
2022: Bertozzi, Meldal, Sharpless ·
2023: Bawendi, Brus, Jekimov ·
2024: Baker, Hassabis, Jumper